# Куцоби
Куцоби (пол. Kucoby, нім. Kutzoben) — село в Польщі, у гміні Олесно Олеського повіту Опольського воєводства.
Населення — 188 осіб (2011).
У 1975-1998 роках село належало до Ченстоховського воєводства.

## Демографія
Демографічна структура станом на 31 березня 2011 року:
|          | Загалом | Допрацездатний вік | Працездатний вік | Постпрацездатний вік |
| -------- | ------- | ------------------ | ---------------- | -------------------- |
| Чоловіки | 78      | 5                  | 63               | 10                   |
| Жінки    | 110     | 20                 | 72               | 18                   |
| Разом    | 188     | 25                 | 135              | 28                   |